# Boutros
Boutros, Boutrus, o Butrus es un nombre árabe utilizado solamente por los cristianos hombres. Es hispanizado como Butros. Deriva del griego Πέτρος (Petros), significa “Pedro.” Así, Boutros es el nombre árabe de “Pedro.”
- Butros Butros-Ghali, exsecretario-General de las Naciones Unidas.
- Butros Ghali, ex primer ministro egipcio (abuelo de aquel).

- Datos: Q4100317
- Multimedia: Boutros (given name) / Q4100317